# Остапенко Борис Васильович
Бори́с Васи́льович Оста́пенко (4 грудня 1943, с. Лозовики (нині Миролюбівка) Попільнянського району, Житомирської області) — український поет, член Національної спілки письменників України, лауреат премії Національної спілки журналістів України «Золоте перо» (2001). 

## Біографія
Народився 4 грудня 1943-го року в селі Миролюбівці Попільнянського району на Житомирщині. Закінчив філологічний факультет Житомирського педінституту і присвятив себе журналістиці – аж до виходу на заслужений відпочинок працював у Попільнянській районній газеті. Перша збірка віршів «Калинова любов» вийшла 1972 року у видавництві «Молодь». Ця збірка не залишилась непоміченою, тому що кожне слово в ній дзвеніло струнами любові до рідної землі.
Читачі та критики, які однозначно оцінили хист Б. Остапенка, чекали нових його творів. Але після рішучого протесту проти переслідувань як Олеся Гончара за його роман «Собор», так і всієї правдивої української літератури, з яким Б. Остапенко виступив на багатолюдному зібранні в інституті з нагоди відкриття Тижня української культури на Житомирщині, відповідні органи мало не на два десятиліття, як мовиться, перекрили йому дихання. І лише наприкінці 1991-го, коли Україна виборола незалежність, у видавництві «Радянський письменник» побачила світ друга книжка Бориса Остапенка «Шагренева трава». В ній почуття любові до рідного краю ще болючіші, ще гостріші – вони бринять у рожевій квітці конюшини і синіх петрових батогах, підбілі та євшан-зіллі, переливаються солов'їними піснями і зависають ластівками на дротах, пахнуть чебрецем і видзвонюють стиглим колосом.Член Національної спілки письменників України.

## Творчий доробок
Автор поетичних збірок «Калинова любов» («Молодь», 1972 р.), «Шагренева трава» («Радянський письменник», 1991 р.), «Світло борозни» («Дія»,2005 р.), «Уведення до храму» (Житомир, ГІН Пасічник М. П.), книжечок для дітей «Співучий млин», «Перший сніг», численних публікацій у журналах «Вітчизна», «Дніпро», «Київ», «Україна», «Прапор», колективних збірниках та альманахах, у газеті «Літературна Україна», часописі «Дукля», який видається у Словачинні.
За книжку вибраних творів «Уведення до храму» (2008 р.) наступного року Б. Остапенку було присуджено Всеукраїнську премію імені Івана Огієнка. Він також переможець конкурсу НСЖУ у номінації «Золоте перо» за 2001 рік.

## Нагороди та відзнаки
Б.Остапенко - лауреат Всеукраїнської премії імені Івана Огієнка за 2009 рік.
Б.Остапенко - лауреат обласної премії імені Михайла Клименка за 2012 рік.